# 王沂孙
王沂孫（约1230年—約1291年），字聖與，號碧山，又号中仙，會稽（今紹興）人。著有《碧山樂府》，又名《花外集》。

## 生平
生卒年不详。元朝至元年間，任慶元路（今浙江宁波）學正。廣交遊，至元二十三年（1286年），沂孙在杭州，与徐天佑、戴表元、周密等十四人宴集杨氏池堂。晚年往來杭州、绍兴，與周密、張炎等人唱和，周密稱他“結客千金，醉春雙玉”，张炎说他“能文，工词，琢语峭拔，有白石意度”。與周密、張炎、蔣捷並稱“宋末詞壇四大家”。約卒於至元二十八年（1291年）之前。

## 作品
- 《齐天乐·蝉》
- 《眉妩 · 新月》

## 评价
王沂孙词以咏物寓托见长，龙榆生称其集咏物词之大成，抒发兴亡之悲，语言独特，意境深远。周济评论王沂孙：“中仙最多故国之感，故着力不多，天分高绝。”况周颐推荐王沂孙词作为学习作词的读本：“初学作词，最宜读碧山乐府，如书中欧阳信本，准绳规矩极佳。”陈匪石说：“近七、八十年之词场，几为碧山所独据矣。 ”
胡適则認為王沂孫的詠物詞晦澀不通，只不過是一些“難解的謎語”。胡云翼对王沂孙的咏物词也是否定。